# Theodor Mommsen
Christian Matthias Theodor Mommsen (Garding, 30 november 1817 – Charlottenburg, 1 november 1903) was een Duits geschiedkundige en winnaar van de Nobelprijs voor Literatuur in 1902.
Mommsen studeerde rechten in Kiel, waar hij ook promoveerde. Hij werd hoogleraar in Leipzig, maar moest in 1848 wegens zijn 'revolutionaire' ideeën zijn zetel opgeven. Hij was daarnaast namelijk ook actief als journalist en politicus. Daarna begon hij aan zijn boeken te werken. Uiteindelijk verkreeg hij een professoraat bij de Pruisische Academie van Wetenschappen in Berlijn. Hij was een van de grootste kenners van de Romeinse oudheid en schreef een Geschiedenis van Rome. Daarvan bleven de laatste delen echter ongepubliceerd. De delen 1, 2 en 3 werden tussen 1854 en 1856 uitgegeven onder de titel Römische Geschichte en handelden over Rome tot 46 v.Chr., dat wil zeggen tot de overgang van Republiek naar keizerrijk. In 1874 overwoog hij om het hernieuwde aanbod van een leerstoel in Leipzig aan te nemen om daar zijn boek af te maken. In 1877 gaf hij zelfs een aantal korte stukken aan een aantal vrienden, maar het werk kwam nooit af.
In 1992 werd echter een boek gepubliceerd onder de titel Een geschiedenis van Rome onder de keizers, dat gebaseerd was op twee wel-uitgewerkte collegedictaten uit de jaren tussen 1863 en 1886 die twee studenten van Mommsen uit die tijd hadden nagelaten. De publicatie veroorzaakte in de kringen van Duitse historici een kleine sensatie.
Mommsens verdere bijdragen op het gebied van de geschiedenis van de klassieke Oudheid laten zich nauwelijks samenvatten. Een van zijn initiatieven was het opzetten van een systematische verzameling van Latijnse inscripties, het Corpus Inscriptionum Latinarum. Hiermee droeg hij in hoge mate bij aan de opbloei van de epigrafie als historische hulpwetenschap. Op het gebied van de rechtsgeschiedenis zijn Mommsens bronnenuitgaven van belang. Hij verzorgde een kritische editie van de Digesten, een van de belangrijkste kenbronnen van het Romeins recht. Ook gaf hij de Variae van de historicus Cassiodorus en het Liber Pontificalis uit. De huidige kennis van en visie op de Romeinse staatsvorm wordt nog steeds in aanzienlijke mate bepaald door Mommsens Römisches Staatsrecht waarin hij de werking van de senaat en de verschillende Romeinse volksvergaderingen als de comitia tributa en comitia centuriata uiteenzet. Zijn eigen politieke inzichten en standpunten klinken hierin duidelijk door.
Met Leopold von Ranke en Barthold Georg Niebuhr vormde Mommsen het boegbeeld van de Duitse geschiedschrijving in de 19e eeuw. Mede door Mommsens werkkracht, brede werkterrein en grote eruditie verkreeg de Duitse wetenschap in die jaren het aura van diepzinnige en grondige geleerdheid. Mommsen ontving vele eerbewijzen, waaronder opneming in de orde Pour le Mérite.

## Trivia
- Mommsen gold als een tegenstander van het beleid van kanselier Otto von Bismarck.[1]

### Werken
In Nederlandse vertaling
- Romeinse geschiedenis, 2 dln, Hasselt: Heideland, 1966 (vert. John Kooy, inl. Karel Sprey, ten geleide Eduard Norden)